# New York (Album)
New York ist das 15. Soloalbum des amerikanischen Rockmusikers Lou Reed. Das Album erschien 1989 und wurde von Lou Reed und Fred Maher produziert. Es gilt als eines der besten Alben Reeds.

## Titelliste
Alle Songs stammen von Lou Reed.
1. Romeo had Juliette – 3:09
2. Halloween Parade – 3:33
3. Dirty Blvd. – 3:29
4. Endless Cycle – 4:01
5. There is no Time – 3:45
6. Last Great American Whale – 3:42
7. Beginning of a Great Adventure – 4:57
8. Busload of Faith – 4:50
9. Sick of You – 3:25
10. Hold On – 3:24
11. Good Evening Mr Waldheim – 4:35
12. Xmas in February – 2:55
13. Strawman – 5:54
14. Dime Store Mystery (to Andy-Honey) – 5:01

## Die Lieder
Reed verstand die 14 Lieder des Albums als Einheit. In den Liner Notes empfahl er, sie alle hintereinander durchzuhören, „als ob es ein Buch oder ein Film wäre“. In den meisten Liedern des Albums greift er politische, soziale oder ökologische Probleme seiner Heimatstadt New York City auf. Der Musikjournalist David Fricke nannte die Platte deshalb eine „urban apocalypse suite“, eine „Suite der großstädtischen Apokalypse“.
Im Lied Halloween Parade besingt Reed im Reggae-Rhythmus die jährlich stattfindende New Yorks Village Halloween Parade. Dabei zählt er – ähnlich wie in Walk on the Wild Side 1972 – reale und erfundene Figuren der New Yorker Schwulen- und Transszene auf und beklagt das Fehlen zahlreicher früherer Teilnehmer, die an AIDS gestorben sind. AIDS ist auch der Untertitel des Liedes, der aber nur auf dem Innencover genannt wird.
Dirty Blvd., das als Single ausgekoppelt wurde, kritisiert die krasse soziale Ungleichheit in den Vereinigten Staaten. Reed parodiert darin eine Passage aus The New Colossus, einem Sonett, das auf einer Bronzetafel im Sockel der Freiheitsstatue zu lesen ist:

“Give me your hungry, your tired, your poor, I’ll piss on ’em.
That’s what the statue of bigotry says.”

„Laß die Hungrigen, die Müden und die Armen zu mir kommen, ich werde auf sie pissen. So sagt die Statue der Heuchelei.“

In der Singleversion wurden die Wörter piss und suck durch ein Piepen übertönt, damit das Lied im Radio gespielt werden konnte.
Im Lied Last Great American Whale erschafft Reed einen eigenen Mythos: Ein Wal, so groß, dass er mit dem Schlag seiner Schwanzflosse den Grand Canyon erschuf, wird von einem Indianerstamm heraufbeschworen, um ihren Häuptling zu befreien, der wegen Mordes an einem Rassisten seit Jahrzehnten in der Todeszelle sitzt. Dies gelingt, doch der Wal wird von einem minderbemittelten NRA-Mitglied mit einer Bazooka erlegt.
Das Lied Busload of Faith enthält eine der ganz wenigen Anspielungen des jüdischstämmigen Reed auf den Holocaust: „The goodly hearted make lampshades and soap“.
Hold on zählt Fälle rassistischer Gewalt in New York auf sowie und Reaktionen  darauf, die wiederum gewaltsam ausfallen. Erwähnt werden der 23-jährige Michael Griffith, ein Einwanderer aus Trinidad, der im Dezember 1986 nach einer Autopanne in der vornehmlich von Weißen bewohnten Gegend Howard Beach in Queens von einer Gruppe Teenager mit Knüppeln angegriffen und auf der Flucht überfahren wurde, die Unruhen am Tompkins Square Park, die nach der Räumung eines Obdachlosenlagers 1988 zu massiver Polizeigewalt führten, der „U-Bahn-Vigilant“ Bernhard Goetz, der 1984 vier Afroamerikaner erschoss, von denen er sich bedroht fühlte, sowie der Fall eines weißen Polizisten, der 1986 von einem schwarzen Kind erschossen wurde. Die New York Times druckte den Text ohne weiteren Kommentar auf ihrer Meinungsseite ab.
In Good Evening Mr Waldheim kritisiert Reed, dass der österreichische Bundespräsident Kurt Waldheim, dessen NS-Vergangenheit international kontrovers diskutiert wurde, 1987 von Papst Johannes Paul II. empfangen wurde. Beiden wirft er Antisemitismus vor, ebenso den afroamerikanischen Führungsfiguren Louis Farrakhan und Jesse Jackson.
Das Lied Xmas in February beschreibt einen beinamputierten Veteranen des Vietnamkriegs, dessen Reintegration in die amerikanische Gesellschaft scheiterte.
Strawman, eines der musikalisch härtesten (und nach Meinung des Rolling Stone besten) Lieder des Albums, prangert verschiedene Formen von sozialer Ungleichheit und Korruption an: “Does anybody need yet another politician caught with his pants down and money sticking in his hole?” „Braucht irgendjemand noch einen Politiker, der mit runtergelassener Hose erwischt wird und mit Geld, das ihm im Arsch steckt?“
Im letzten Lied der Platte macht sich Reed über die Religiosität Andy Warhols lustig, die er als „Dime Store Mystery“ („Mysterium aus dem Ramschladen“) bezeichnet. Dabei zitiert er Martin Scorseses Film Die letzte Versuchung Christi, der 1988 in die Kinos kam. Warhol war 1987 an den Spätfolgen eines Attentats gestorben. Ihm (“Andy-honey”) ist das Lied gewidmet, ebenso wie das Album Songs for Drella, das Reed gemeinsam mit John Cale 1990 herausbrachte.
Einem ebenfalls unpolitischen Thema widmet Reed das jazzige Stück Beginning of a Great Adventure. Darin kündigt ihm seine Ehefrau Sylvia den „Beginn eines großen Abenteuers“ an, nämlich ihre Schwangerschaft. Reed kommentiert:

“It might be fun to have a kid I could pass something on to
Something better than rage, pain, anger and hurt.”

Die Ehe blieb kinderlos, Lou und Sylvia Reed ließen sich 1994 scheiden.

## Rezeption
Die Kritiker der Village Voice wählten New York zum drittbesten Album des Jahres 1989.  Im Rolling Stone wurde die Platte als Reeds beste seit The Blue Mask (1982) gelobt, so nah sei er nie an eine Zurückeroberung des seltenen Zaubers der Velvet Underground gekommen:

“On New York he dramatizes the physical and moral rotting of the Big Apple with the same corrosive wit, whiplash language and poker-faced humanity with which he depicted drug addiction in Heroin, errant sexual behavior in Walk on the Wild Side an, in the epic of Street Hassle, the fragility of love and hope among the ruins.”

„Auf New York bearbeitet er das physische und moralische Verrotten des Big Apple mit dem gleichen ätzenden Witz, der gleichen Scharfzüngigkeit und der gleichen Pokerface-Menschlichkeit, mit der er Drogensucht in Heroin dargestellt hat, deviantes Sexualverhalten in Walk on the Wild Side und im epischen Street Hassle die Zerbrechlichkeit von Hoffnung und Liebe inmitten von Ruinen.“

Barry Graves und Siegfried Schmidt-Joos nannten die Platte ein „Meisterwerk in Moll“, das an die grimmigen Songreportagen aus der Lower East Side erinnere, die Reed in seiner Jugend berühmt gemacht hätten. Daniel Felsenthal lobte New York auf Pitchfork Media als „eine Platte von unverkennbarer Überzeugung, so direkt und literarisch, gebildet und voller Wut, dass sie keiner Protestmusik ähnelt, die vorher oder seitdem geschrieben wurde“. Der Spiegel listete 2013 in einer Werkschau anlässlich Reeds Tod New York unter fünf Alben von ihm auf, die man gehört haben sollte. Anders als auf früheren Platten, wo er über unkonventionelle Menschen geschrieben habe, in deren Mitte er gelebt habe, präsentiere er sich hier als „linksliberaler Beobachter“, der mit „souveräner Elder-Statesman-Haftigkeit“ „lokalpolitische Missstände anprangerte“.

## Wiederveröffentlichung
2020 kam eine Deluxe-Edition aus drei CDs, zwei LPs und einer DVD auf den Markt, die neben einer neu abgemischten Fassung der 14 originalen Lieder Live-Fassungen, Rohmixe und zwei bislang unveröffentlichte Stücke enthält.